# Laiz
Laiz és un municipi francès situat al departament de l'Ain i a la regió d'Alvèrnia-Roine-Alps. L'any 2007 tenia 1.085 habitants.

## Demografia

### Població
El 2007 la població de fet de Laiz era de 1.085 persones. Hi havia 395 famílies de les quals 68 eren unipersonals (36 homes vivint sols i 32 dones vivint soles), 151 parelles sense fills, 155 parelles amb fills i 21 famílies monoparentals amb fills.
La població ha evolucionat segons el següent gràfic:
Habitants censats

### Habitatges
El 2007 hi havia 424 habitatges, 395 eren l'habitatge principal de la família, 9 eren segones residències i 19 estaven desocupats. 382 eren cases i 41 eren apartaments. Dels 395 habitatges principals, 306 estaven ocupats pels seus propietaris, 84 estaven llogats i ocupats pels llogaters i 5 estaven cedits a títol gratuït; 7 tenien una cambra, 10 en tenien dues, 52 en tenien tres, 105 en tenien quatre i 222 en tenien cinc o més. 348 habitatges disposaven pel capbaix d'una plaça de pàrquing. A 138 habitatges hi havia un automòbil i a 230 n'hi havia dos o més.

### Piràmide de població
La piràmide de població per edats i sexe el 2009 era:
| Homes | Edats   | Dones |
| ----- | ------- | ----- |
| 0     | 95 o +  | 0     |
| 0     | 90 a 94 | 0     |
| 0     | 85 a 89 | 8     |
| 0     | 80 a 84 | 12    |
| 16    | 75 a 79 | 16    |
| 8     | 70 a 74 | 4     |
| 16    | 65 a 69 | 20    |
| 8     | 60 a 64 | 8     |
| 16    | 55 a 59 | 16    |
| 48    | 50 a 54 | 36    |
| 44    | 45 a 49 | 44    |
| 48    | 40 a 44 | 36    |
| 28    | 35 a 39 | 28    |
| 60    | 30 a 34 | 56    |
| 24    | 25 a 29 | 32    |
| 32    | 20 a 24 | 20    |
| 64    | 15 a 19 | 28    |
| 24    | 10 a 14 | 48    |
| 48    | 5 a 9   | 40    |
| 16    | 0 a 4   | 44    |

## Economia
El 2007 la població en edat de treballar era de 717 persones, 574 eren actives i 143 eren inactives. De les 574 persones actives 539 estaven ocupades (289 homes i 250 dones) i 35 estaven aturades (13 homes i 22 dones). De les 143 persones inactives 49 estaven jubilades, 56 estaven estudiant i 38 estaven classificades com a «altres inactius».

### Ingressos
El 2009 a Laiz hi havia 399 unitats fiscals que integraven 1.087 persones, la mediana anual d'ingressos fiscals per persona era de 19.397 €.

### Activitats econòmiques
Dels 38 establiments que hi havia el 2007, 1 era d'una empresa extractiva, 1 d'una empresa alimentària, 2 d'empreses de fabricació de material elèctric, 2 d'empreses de fabricació d'altres productes industrials, 12 d'empreses de construcció, 7 d'empreses de comerç i reparació d'automòbils, 2 d'empreses de transport, 2 d'empreses d'hostatgeria i restauració, 3 d'empreses de serveis i 6 d'empreses classificades com a «altres activitats de serveis».
Dels 16 establiments de servei als particulars que hi havia el 2009, 2 eren tallers de reparació d'automòbils i de material agrícola, 1 taller d'inspecció tècnica de vehicles, 1 paleta, 3 guixaires pintors, 4 fusteries, 1 lampisteria, 2 perruqueries i 2 restaurants.
L'únic establiment comercial que hi havia el 2009 era un supermercat.
L'any 2000 a Laiz hi havia 25 explotacions agrícoles que ocupaven un total de 594 hectàrees.

## Equipaments sanitaris i escolars
El 2009 hi havia una escola elemental.

## Poblacions més properes
El següent diagrama mostra les poblacions més properes.